# KAI KT-1 Woongbi
KT-1 Woongbi (кор. : KT-1 웅비 Ungbi) — південнокорейський дозвуковий одномоторний турбогвинтовий навчально-бойовий літак, спільно розроблений «Агентством оборонного розвитку (ADD)» та «Корейською аерокосмічною компанією (KAI)» для ПС Південної Кореї. Це перший літак, повністю розроблений і побудований у Південній Кореї. Серійне виробництво було розпочато KAI, заснованою у 1999 році під керівництвом уряду Південної Кореї за участю трьох корейських конгломератів: Samsung, Hyundai та Daewoo.
Крім Південної Кореї, літак експлуатується ПС Індонезії, Перу, Сенегалу та Туреччини.

## Історія

### Походження
Походження KT-1 пов'язане з програмою KTX, яка була запущена у 1988 році на замовлення ПС Республіки Корея. Програма, спрямована на розробку навчально-тренувального літака вітчизняної розробки, була спільним проєктом виробника літаків Korea Aerospace Industries (KAI) та урядового органу Агентство з оборонного розвитку (ADD). Останній був відповідальний за керівництво проєктом, тоді як перший виконував детальну розробку та основну частину виробничої діяльності.
Було побудовано дев'ять прототипів, перший з яких був завершений у червні 1991 року. У 1995 році літак був офіційно названий 'Woongbi'. У 1998 році було оголошено, що було виконано останній випробувальний політ.

### Подальший розвиток
У 2002 році KAI оголосила про розробку покращеної та озброєної версії базового навчального літака KT-1. Цей варіант, позначений як KO-1, призначався для використання у ролях передового повітряного спостереження та боротьби з повстанськими формуваннями. Розробка проводилася у співпраці з ADD і була розпочата у відповідь на існуючу потребу ПС Республіки Корея у 20-40 літаках. За словами представника KAI, KO-1 ідеально підходить для операцій з припинення незаконного обігу наркотиків, і компанія пропонувала цей варіант країнам Латинської Америки.
8 березня 2006 року представник KAI оголосив, що компанія має намір експортувати понад 150 покращених версій KT-1 у різні країни Центральної Америки та Південно-Східної Азії. У 2005 році KAI почала просувати KT-1 як елемент інтегрованого навчального пакету, поєднуючи його з новим реактивним навчальним літаком KAI T-50 Golden Eagle. Компанія також заявила, що співпраця з американською аерокосмічною компанією Lockheed Martin має підвищити довіру до її навчальних платформ.

## Конструкція
KT-1 може бути оснащений як аналоговою, так і скляною кабіною. Деякі варіанти оснащені додатковими авіонічними та системними компонентами, такими як сумісна з приладами нічного бачення (NVG) кабіна, прозорий дисплей (HUD), багатофункціональні дисплеї (MFD), системи навігації GPS/інерціальної навігації, бортовий комп'ютер, система генерації кисню, кліматична система з паровим циклом і сумісні з HOTAS (рука на газі і ручці управління) елементи управління. Авіоніка постачається різними іноземними компаніями, включаючи Elbit, Flight Vision та Thales.
Для легких ударних місій літак може нести різні види зброї, включаючи гармати, бомби, ракети та керовані ракети, залежно від вимог замовника. Інше обладнання може включати зовнішні паливні баки, центрально встановлений інфрачервоний (FLIRA) сенсор та лазерний далекомір.

## Історія експлуатації

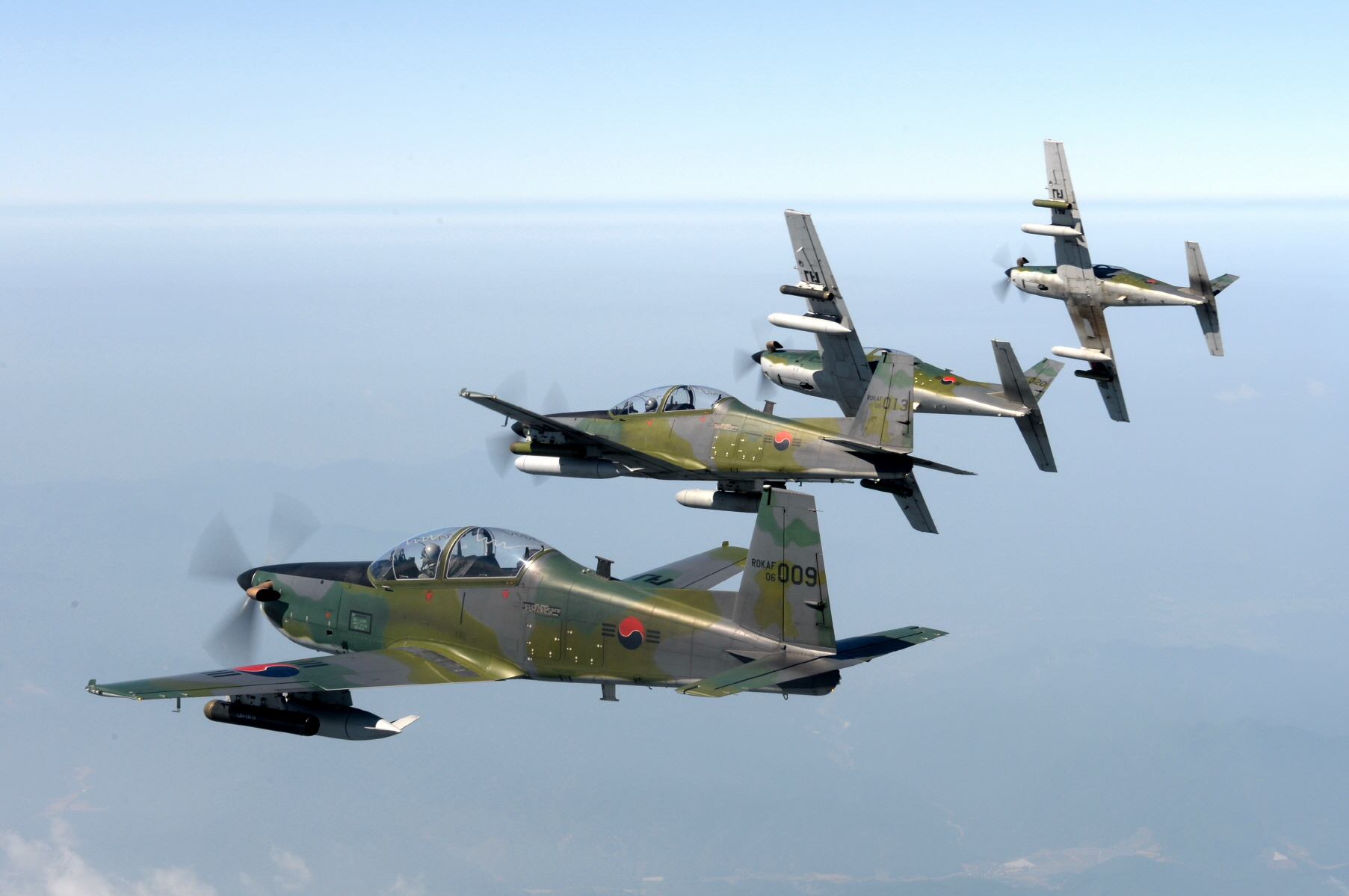
KA-1 8-го винищувального авіакрила ПС Республіки Корея

Повітряні сили Республіки Корея (ROKAF) є основним замовником цього типу літаків. У 2000 році перший KT-1 Woongbi був переданий ПС Республіки Корея; спочатку поставки планувалося розпочати на два роки раніше. До кінця того року було доставлено вісім літаків; повідомлялося, що на той момент був досягнутий темп виробництва два літаки на місяць. До листопада 2003 року складальна лінія була готова до припинення після завершення замовлення для ПС Республіки Корея; однак KAI планувала відновити виробництво протягом двох-трьох років на основі подальших замовлень. Однак у тому ж місяці було отримано додаткове замовлення від ПС Республіки Корея на 20 літаків. Більшість літаків у складі ПС Республіки Корея можуть бути озброєні гарматними контейнерами і ракетами, які використовуються для навчання збройним діям.
Одним із перших експортних замовників KT-1 стала Індонезія. На початку 2001 року Індонезія обміняла 8 транспортних літаків CASA/IPTN CN-235 на 12 навчальних літаків KT-1. 25 квітня 2003 року перший KT-1 був доставлений до Індонезії, що стало першою корейською експортною поставкою літаків; на той момент KAI заявила, що веде переговори про додаткове замовлення на 13 навчальних літаків. На початку 2011 року з'явилися повідомлення про те, що Індонезія зацікавлена у подальших закупівлях, але південнокорейські офіційні особи спростували інформацію про укладення будь-яких нових бартерних угод. У листопаді 2018 року було замовлено ще три літаки KT-1B для ПС Індонезії.
Крім використання як навчального літака, Повітряні сили Індонезії оснастили свою аеробатичну групу «Юпітер» літаками KT-1. 15 березня 2015 року під час тренувального польоту перед Міжнародною виставкою авіації та оборони Лангкаві сталося серйозне зіткнення в повітрі. Первинні повідомлення стверджували, що всі чотири пілоти вижили.
У червні 2007 року Південна Корея та Туреччина успішно уклали контракт на суму 500 мільярдів вон на поставку 40 (+15) літаків KT-1; ця угода включала технології модульної броні танка K2 Black Panther, які Туреччина сподівалася використати у своєму майбутньому вітчизняному основному бойовому танку Altay. Останній із цих літаків, позначений як KT-1T і спільно вироблений двома країнами, був поставлений наприкінці 2012 року. У квітні 2015 року було оголошено, що Туреччина придбає ще 15 літаків KT-1T як тимчасову міру до завершення розробки свого навчального літака TAI Hürkuş.
6 листопада 2012 року KAI та Повітряні сили Перу підписали контракт на постачання 20 літаків KT-1P, включаючи десять навчальних і десять бойових версій, а також угоди про компенсаційні угоди та передачу технологій, на суму близько 208 мільйонів доларів США. KAI повинна була поставити перші чотири літаки до кінця 2014 року, тоді як інші повинні були бути зібрані локально компанією SEMAN, технічним крилом ПС Перу. Цей тип літаків поступово замінить застарілі Aermacchi MB-339 та Embraer EMB 312 Tucano. У квітні 2015 року перший локально вироблений KT-1P був переданий ПС Перу.
У листопаді 2018 року Іспанія запропонувала Адміністрації програми оборонних закупівель Південної Кореї (DAPA) бартерну угоду, включаючи KT-1 та інші корейські літаки, потенційно включаючи до 30 літаків, які Іспанія хотіла обміняти на до 6 транспортних літаків Airbus A400M Atlas. Якщо б угода відбулася, це була б перша експортна поставка KT-1 до країни Європейського Союзу. Однак тендер виграла швейцарська Pilatus з літаками PC-21.

## Модифікації

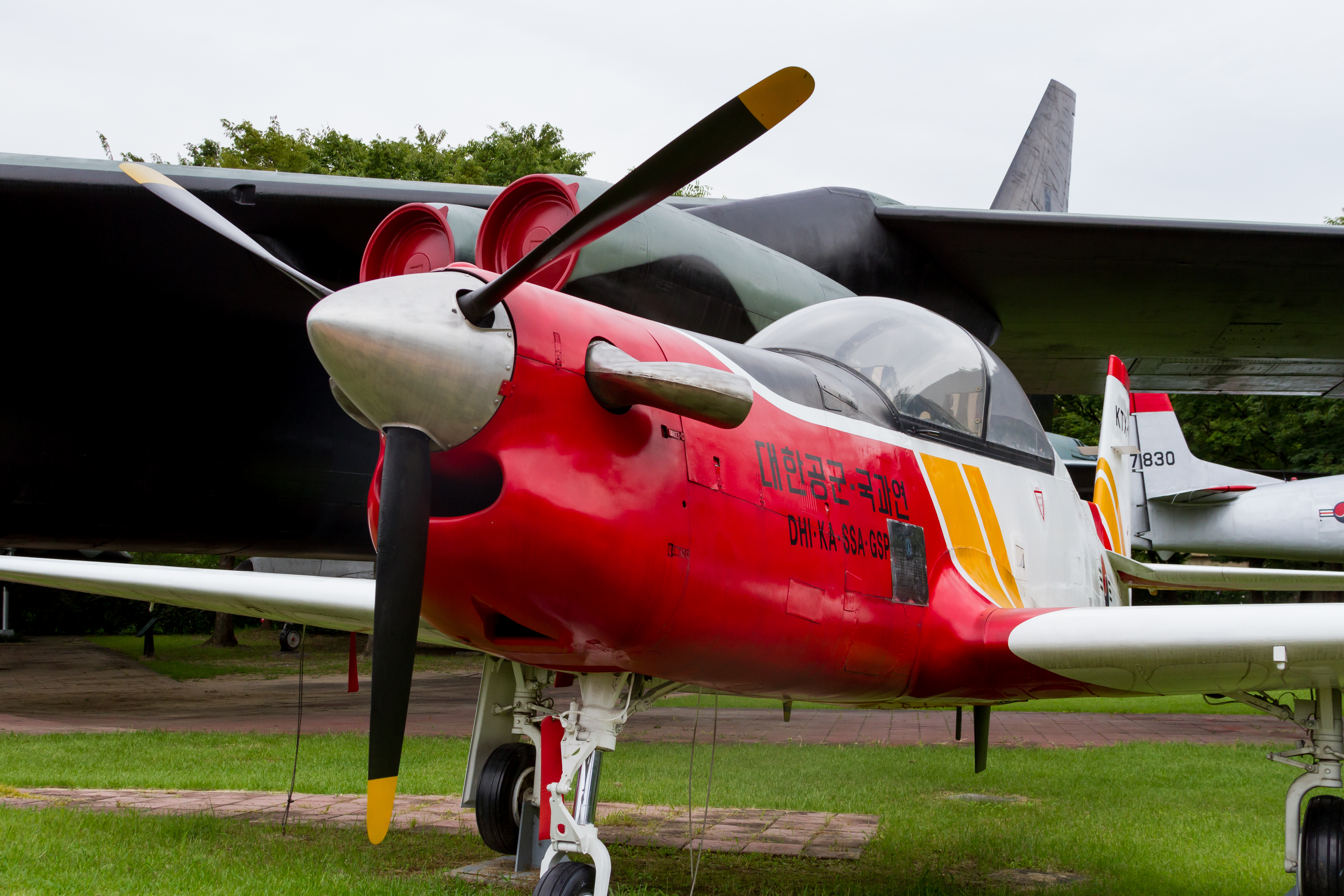
KT-1 Woongbi на виставці в Меморіалі війни в Кореї

- KTX-1 — початковий прототип літака з різними варіантами двигунів. Побудовано 6 екземплярів.[29] Перший прототип з турбогвинтовим двигуном KTX-1 здійснив політ у 1991 році. Перші два прототипи були оснащені турбогвинтовим двигуном Pratt & Whitney Canada PT6A-25A потужністю 550 к.с.
- KT-1 — базова навчальна модифікація для ПС Республіки Корея. Порівняно з прототипом KTX-1, KT-1 більший, важчий, має змінене хвостове оперення та потужніший двигун P&W Canada PT6A-62 (950 к.с.).[30]

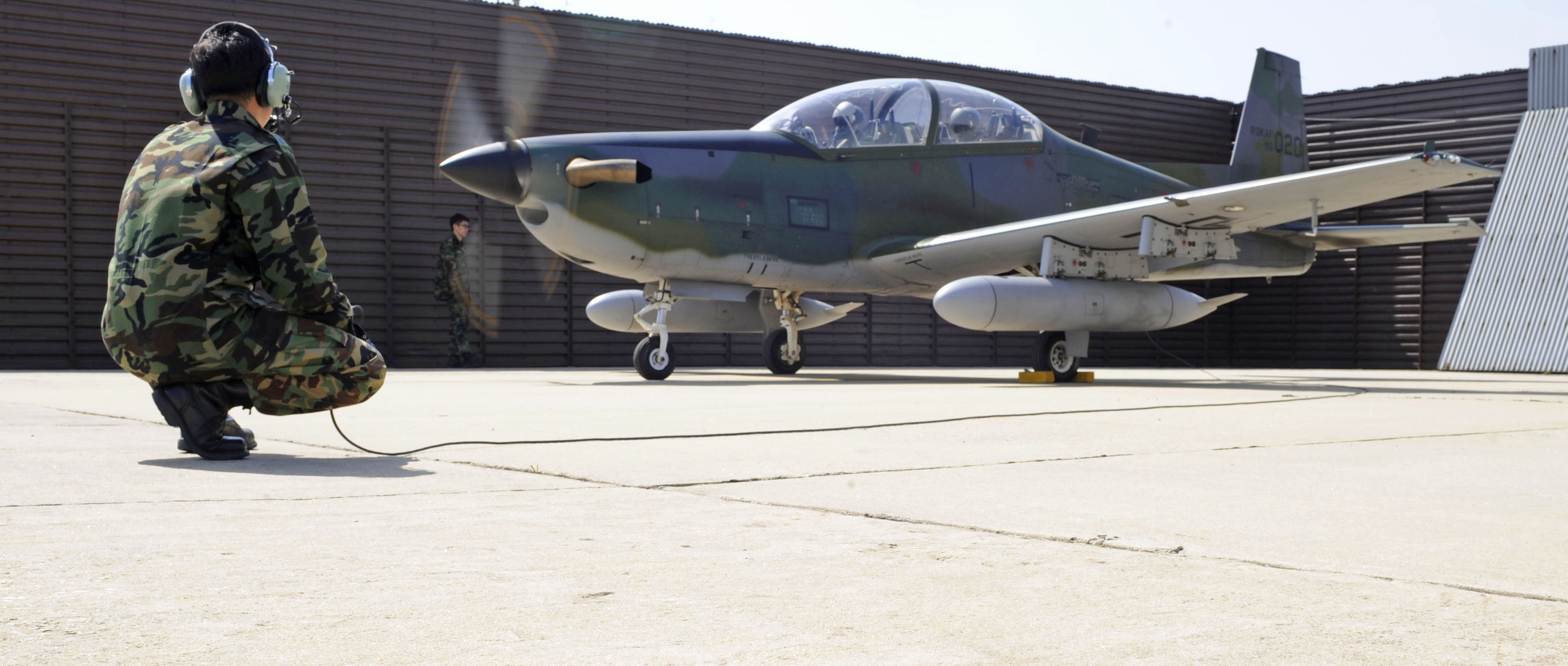
KA-1 на авіабазі Осан, 2010 рік

- KA-1 — легкий штурмовий літак. Унікальні особливості KA-1 включають в себе проекційний дисплей на лобовому склі, передню панель управління, багатофункціональні дисплеї та п'ять вузлів підвіски: два під кожним крилом і один під фюзеляжем. Вузли підвіски можуть бути оснащені пусковими установками ракет, контейнерами для гармат або ракетами AIM-9 Sidewinder.
- KT-1B — експортна версія для Індонезії. Основні відмінності полягають в авіоніці, частина якої або повністю відсутня, або замінена на комерційні аналоги.
- KT-1C — покращена, озброєна експортна версія, оснащена фронтальною інфрачервоною системою. KT-1C також може бути оснащений гарматним контейнером калібру 12,7 мм, засобами для постановки перешкод, навчальними ракетами, некерованими ракетами або бомбами.
- KT-1T — експортна версія для Туреччини. Побудовано 40 екземплярів.
- KT-1P — експортна тренувальна версія для Перу. Замовлено 20 літаків.
- KA-1P — озброєна експортна версія для Перу.
- KA-1S — озброєна експортна версія для Сенегалу.[31]

## Оператори
Індонезія

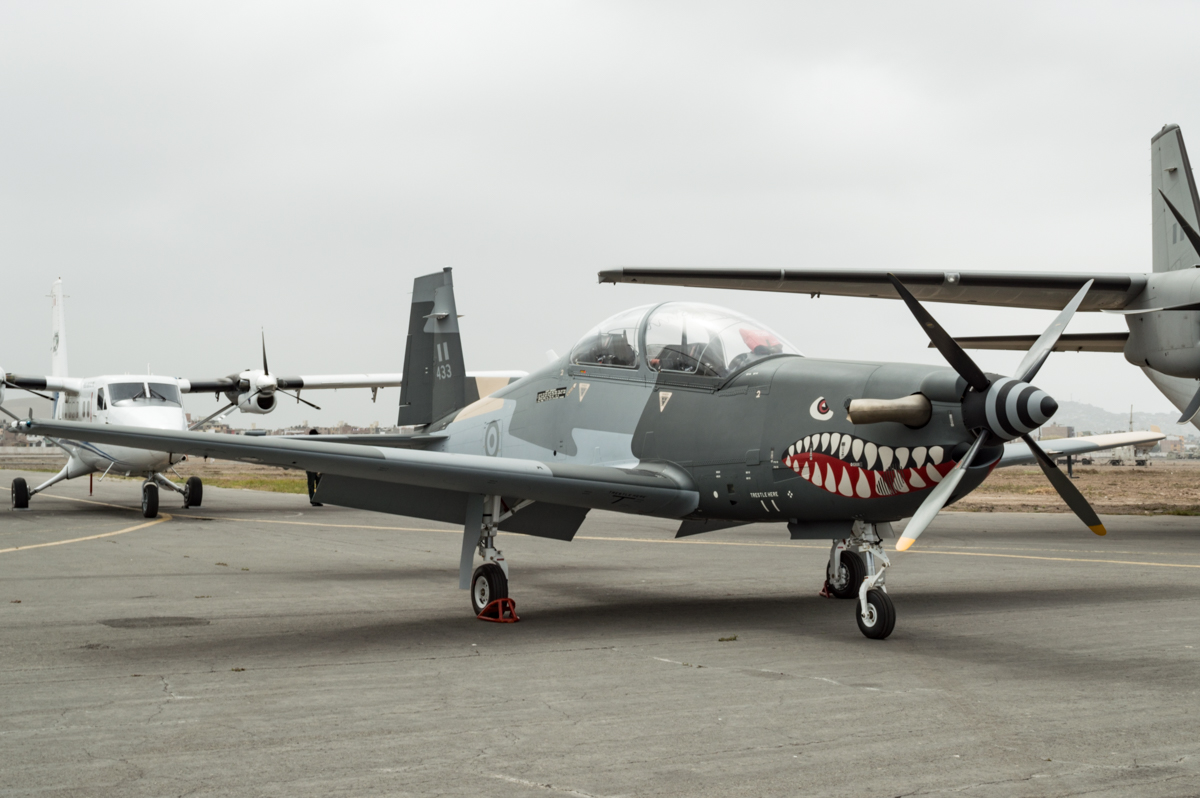
ПС Перу KAI KA-1P

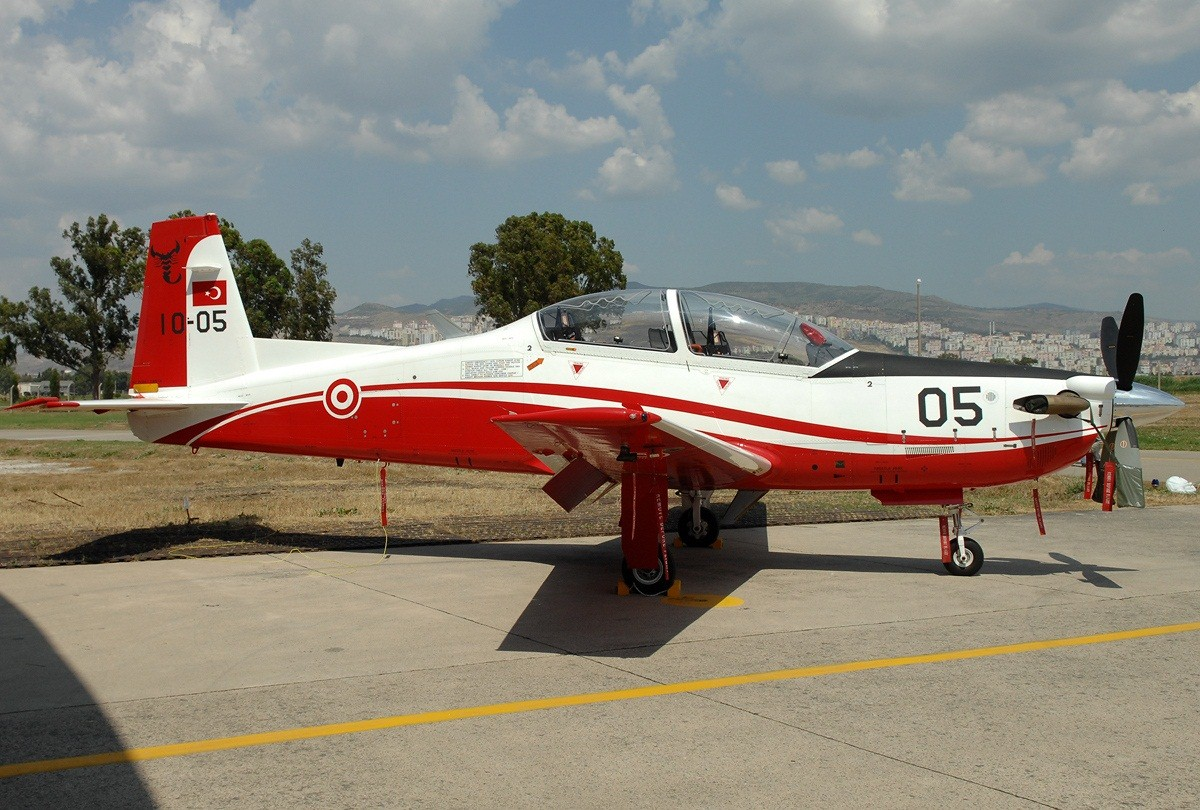
KAI KT-1 Woongbi ПС Туреччини

Повітряні сили Індонезії отримали 17 KT-1B.
 Перу
Повітряні сили Перу отримали 20 літаків (10 KT-1P та 10 KA-1P). Ці літаки знаходяться на службі в Escuadrón Aéreo 512, базованому в Піско. Повітряні сили Перу назвали KT-1P Torito (бичок) на честь North American NA-50, на якому літав герой перуанських ПС Хосе Кіньонес Гонсалес.
 Південна Корея
Повітряні сили Республіки Корея отримали 85 KT-1 та 20 KA-1.
 Сенегал
Повітряні сили Сенегалу отримали 4 KA-1S.
 Туреччина
Повітряні сили Туреччини отримали 40 KT-1T.

## Тактико-технічні характеристики

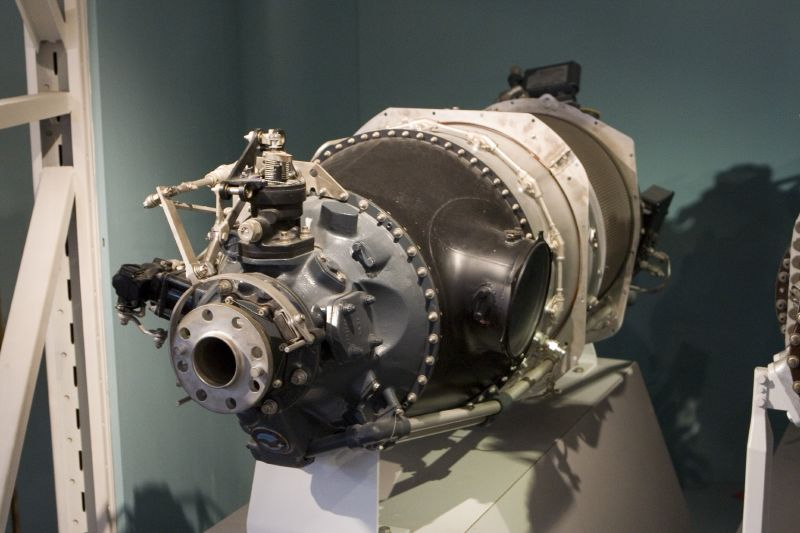
Двигун Pratt & Whitney Canada PT6. Конкурентні експортні моделі, такі як Тукано, Супер Тукано, PC-9 і T-6, також використовують різні модифікації двигуна PT6.

Розробка KT-1 обійшлася в 1,047 мільярда вон, при цьому рівень локалізації склав 80,9% за комплектуючими і 60,4% від вартості літака в цілому.
Основні характеристики
- Екіпаж: 2 особи
- Довжина: 10,26 м
- Висота: 3,67 м
- Розмах крила: 10,60 м

- Площа крила: 16,01 м²
- Маса порожнього: 1872 кг
- Маса спорядженого: 2422 кг
- Максимальна злітна маса: 2495 кг
- Силова установка: 1 × турбогвинтовий 1 × Pratt & Whitney Canada PT6   ( )

Льотні характеристики
- Максимальна швидкість: 648 км/год
- Практична дальність: 1688 км
- Практична стеля: 11 580 м
- Швидкопідйомність: 16,2 м/с

## Порівняння з аналогами
|                               | KAI KT-1C                     | Pilatus PC-21                  | Pilatus PC-9 M                 | EMB 314 Super Tucano            | TAI Hürkuş C                   |
| ----------------------------- | ----------------------------- | ------------------------------ | ------------------------------ | ------------------------------- | ------------------------------ |
| Зовнішній вигляд              |                               |                                |                                |                                 |                                |
| Прийнятий на озброєння, рік   | 2000                          | 2008                           | 1997                           | 2003                            | 2016                           |
| Розмах крила, м               | 10,59                         | 9,11                           | 10,19                          | 11,14                           | 9,96                           |
| Довжина, м                    | 10,26                         | 11,23                          | 10,18                          | 10,53                           | 11,17                          |
| Маса порожнього, кг           | 1910                          | 2280                           | 1780                           | 3020                            | 2976                           |
| Максимальна злітна маса, кг   | 3310                          | 4250                           | 3210                           | 5200                            | 3650                           |
| Практична стеля, м            | 11 600                        | 11 600                         | 11 600                         | 10 670                          | 10 668                         |
| Крейсерська швидкість, км/год | 500                           | 600                            | 500                            | 530                             | 574                            |
| Максимальна швидкість, км/год | 575                           | 625                            | 590                            | 590                             | 574                            |
| Практична дальність, км       | 1700                          | 1300                           | 1590                           | 1330                            | 1478                           |
| Паливо, л                     | н/д                           | н/д                            | внутрішнє: 530 ППБ: 2 х 250    | внутрішнє: 695 ППБ: 2 х 232     | 680 ППБ: 1 х 265               |
| Тип двигуна                   | 1 х ТГД Pratt&Whitney PT6A-62 | 1 х ТГД Pratt&Whitney PT6A-68B | 1 х ТГД Pratt&Whitney PT6A-25C | 1 х ТГД Pratt&Whitney PT6A-68/3 | 1 х ТГД Pratt&Whitney PT6A-68T |
| Потужність двигуна, к. с.     | 950                           | 1630                           | 1150                           | 1600                            | 1600                           |
| Бойове навантаження, кг       | н/д                           | 1150                           | 1040                           | 1500                            | 3300                           |
| Вартість, млн дол.            | ~$7 млн                       | $16,0 млн                      | н/д                            | $9,0-14,0 млн                   | ~$10 млн                       |

## Вартість
У квітні 2003 року KAI поставила сім літаків KT-1B, а також запасні частини для Повітряних сил Індонезії в рамках контракту на суму $60 млн
У серпні 2007 року державна компанія Korea Aerospace Industries (KAI) підписала контракт на суму $500 млн з Туреччиною на експорт 55 модернізованих версій базового навчального літака KT-1 Woongbi.
У листопаді 2012 року Повітряні сили Перу уклали контракт з KAI на суму приблизно $200 млн на поставку 20 літаків, включаючи 10 навчальних KT-1 і 10 легких штурмовиків KA-1. Обсяг контракту включає передачу технологій для виробництва 16 літаків на спільному виробничому заводі, розташованому в підрозділі Повітряних сил Перу в Лас-Пальмасі.

## Інциденти
- 15 березня 2015 року в Малайзії зіткнулися два індонезійські навчально-тренувальні літаки КТ-1В. Інцидент стався під час підготовки до виступу на міжнародній виставці авіакосмічної та військово-морської техніки "ЛІМА-2015". Один з літаків врізався в хвостову частину іншого, обидва загорілися і впали на землю. Пілоти змогли катапультуватися, їхні життя поза небезпекою. В результаті падіння літаків загорілися два будинки. Інцидент стався на архіпелазі Лангкаві на північному заході Малайзії.[45].
- 9 квітня 2021 року навчальний літак KT-1 зазнав аварії в Егейському морі. Обидва пілоти були врятовані пошуково-рятувальними командами Повітряних сил Туреччини. Один з пілотів катапультувався, тоді як інший зміг здійснити аварійну посадку на воду, зберігши цілісність конструкції літака.[46][47]
- 1 квітня 2022 року четверо пілотів ПС Республіки Корея загинули після зіткнення двох літаків KT-1 у повітрі над горою на північний схід від Сачхона.[48]
- 26 грудня 2022 року літак KA-1 зазнав аварії незабаром після зльоту, будучи відправленим у відповідь на порушення повітряного простору Південної Кореї безпілотниками Північної Кореї. Екіпаж залишився неушкодженим.[49]